# William B. Macomber
William Butts Macomber, Jr. (* 26. März 1921 in Rochester, New York; † 19. November 2003 in Nantucket, Massachusetts) war ein US-amerikanischer Diplomat, der unter anderem zwischen 1957 und 1961 sowie erneut von 1967 bis 1969 Assistant Secretary of State for Legislative Affairs und von 1973 bis 1977 Botschafter der Vereinigten Staaten in der Türkei war. Danach war er zwischen 1978 und 1986 Präsident des Metropolitan Museum of Art.

## Leben
William Butts Macomber begann nach dem Besuch der Phillips Academy 1940 ein grundständiges Studium an der Yale University, das er 1943 mit einem Bachelor beendete. Während des Zweiten Weltkrieges leistete er Militärdienst im US Marine Corps und setzte nach seinem Ausscheiden aus dem aktiven Militärdienst als Oberleutnant 1946 sein Studium an der Yale University fort, an der er 1947 auch einen Master erwarb. 1949 schloss er ein postgraduales Studium der Rechtswissenschaften an der Harvard Law School ab und war danach Lecturer an der Boston University, ehe er 1951 an der University of Chicago einen weiteren Master erwarb. 1954 wurde er Verwaltungsassistent des republikanischen US-Senators aus Kentucky, John Sherman Cooper.
Am 21. Oktober 1957 wurde Macomber als Assistant Secretary of State for Legislative Affairs erstmals Leiter der Unterabteilung für Gesetzgebungsangelegenheiten im US-Außenministerium und damit Nachfolger von Robert C. Hill. Er bekleidete diese Funktion bis zum 27. Februar 1961 und wurde daraufhin von Lawrence Brooks Hays abgelöst. Er selbst wiederum wurde am 2. März 1961 zum Botschafter der Vereinigten Staaten in Jordanien ernannt, wo er am 5. April 1961 als Nachfolger von Sheldon T. Mills sein Akkreditierungsschreiben übergab. Er verblieb auf diesem Posten bis zum 5. Dezember 1963, woraufhin Robert G. Barnes seine dortige Nachfolge antrat. Nach seiner Rückkehr löste er wiederum am 2. März 1967 Douglas MacArthur II ab und übernahm zum zweiten Mal den Posten als Assistant Secretary of State for Legislative Affairs. Er hatte diese Funktion bis zum 2. Oktober 1969 inne und wurde daraufhin von David M. Abshire. Danach wurde er am 6. September 1969 im Außenministerium als Nachfolger von Idar D. Rimestad zum stellvertretender Leiter der Abteilung für Verwaltung (Deputy Under Secretary for Administration) ernannt. Dieses Amt, das am 12. Juli 1971 in (Deputy Under Secretary of State for Management) umbenannt wurde, behielt er bis zum 4. April 1973 und wurde danach von Lewis Dean Brown abgelöst.
Zuletzt übernahm William B. Macomber 27. März 1973 als Nachfolger von William J. Handley den Posten als Botschafter der Vereinigten Staaten in der Türkei und übergab dort am 16. Mai 1973 sein Akkreditierungsschreiben. Er hatte diese Funktion bis zum 15. Juni 1977 inne und wurde dann von Ronald I. Spiers abgelöst. Nach seinem Ausscheiden aus dem diplomatischen Dienst wurde er 1978 Nachfolger von C. Douglas Dillon als Präsident des Metropolitan Museum of Art. Dieses Amt übte er bis 1986 aus, woraufhin William Luers sein Nachfolger wurde.
Macomber, der mit Phyllis Dorothy Bernau Macomber verheiratet war, wurde nach seinem Tode auf dem Saint Pauls Memorial Garden-Friedhof von Nantucket beigesetzt.

## Veröffentlichung
- The Angels’Game: A Handbook Of Modern Diplomacy, 1975